# Anthology 83-89
Anthology 83-89 è una doppia raccolta del gruppo musicale statunitense White Lion, contenente brani precedentemente mai pubblicati e versioni demo provenienti dalle sessioni di registrazioni dei primi quattro album in studio del gruppo.
L'antologia è stata prodotta dal frontman Mike Tramp ed è stata accompagna da un DVD contenente performance live registrate tra il 1987 e il 1991.
Nel 2009, l'album è stato pubblicato in edizione disco singolo sotto il titolo When the Children Cry: Demos '83-'89.

## Tracce

### Disco 1
1. Hungry (demo) – 3:44
2. Lady of the Valley (demo) – 5:08
3. Wait (demo) – 4:55
4. All Join Our Hands (demo) – 4:05
5. Tell Me (demo) – 4:38
6. Say Goodbye – 5:54
7. When the Children Cry (demo) – 3:29
8. Little Fighter (demo) – 4:28
9. If My Mind Is Evil (demo) – 5:03
10. Living on the Edge (demo) – 4:41
11. Cherokee (acustica) – 6:24
12. Cry for Freedom (acustica) – 4:29
13. How Does It Feel – 4:23
14. The Road to Valhalla (demo) – 5:08
15. Early Warning – 4:38

### Disco 2
1. Lights and Thunder (demo) – 6:51
2. Back on the Streets – 4:38
3. Love Don't Come Easy (demo) – 4:13
4. Out with the Boys (demo) – 4:28
5. It's Over (demo) – 5:31
6. You're All I Need (demo) – 4:11
7. Broken Heart (demo) – 3:46
8. Till Death Do Us Part (demo) – 5:16
9. Farewell to You (demo) – 4:26
10. Deep in Love with You – 5:22
11. Two People – 4:04
12. Rock You Tonight – 3:45
13. Evil Angels – 4:41
14. Ride Through the Storm – 4:22
15. We Rock All Night – 2:57

### Edizione disco singolo
1. Hungry (demo) – 3:44
2. Lady of the Valley (demo) – 5:08
3. Wait (demo) – 4:55
4. Tell Me (demo) – 4:38
5. Say Goodbye – 5:54
6. When the Children Cry (demo) – 3:29
7. Little Fighter (demo) – 4:28
8. Cherokee (acustica) – 6:24
9. The Road to Valhalla (demo) – 5:08
10. Till Death Do Us Part (demo) – 5:16

## Concert Anthology: 1987-1991
Concert Anthology 1987-1991 è un DVD della rock band statunitense White Lion, contenente performance live e dietro le quinte di alcuni concerti tenuti dal gruppo nel periodo di suo maggiore successo commerciale. Gran parte dei filmati sono presi dallo speciale concerto registrato per MTV al noto Ritz di New York nel febbraio del 1988. Il DVD presenta inoltre come contenuto extra interviste varie e delle performance live dei Freak of Nature, la band formata da Mike Tramp dopo il momentaneo scioglimento dei White Lion.
Nel 2010, il DVD è stato ripubblicato con in allegato un CD bonus anch'esso registrato dal vivo.

### Tracce
1. Hungry
2. Don't Give Up
3. Lonely Nights
4. Sweet Little Loving
5. Broken Heart
6. Fight to Survive
7. Tell Me
8. All Join Our Hands
9. Wait
10. When the Children Cry
11. All You Need Is Rock 'n' Roll
12. All The Fallen Men

Contenuti extra
- Interviste
- Performance dei Freak of Nature:

1. Rescue Me
2. Bad Reputation
3. Ohio

## Formazione
- Mike Tramp – voce
- Vito Bratta – chitarre
- James Lomenzo – basso
- Greg D'Angelo – batteria
- Felix Robinson – basso
- Nicky Capozzi – batteria